# کاری کیمل
کاری کیمل (به انگلیسی: Kari Kimmel) با نام کامل کاری مردیت کیمل (به انگلیسی: Kari Meredyth Kimmel)(زاده ۱۶ آوریل ۱۹۷۸) خواننده، ترانه‌سرا و تنظیم‌کننده آمریکایی است.